# Conops natalensis
Conops natalensis är en tvåvingeart som beskrevs av Macquart 1846. Conops natalensis ingår i släktet Conops och familjen stekelflugor. Inga underarter finns listade i Catalogue of Life.